# Bathytropa roatanei
Bathytropa roatanei är en kräftdjursart som beskrevs av S. Caruso 1973. Bathytropa roatanei ingår i släktet Bathytropa och familjen Bathytropidae. Inga underarter finns listade i Catalogue of Life.